# Referendum in Turkmenistan del 1994
Il referendum in Turkmenistan del 1994 si svolse il 15 gennaio 1994 per chiedere agli elettore il parere sul prolungamento del mandato del presidente Saparmyrat Nyýazow fino al 2002.
Nyýazov era stato originariamente eletto senza opposizione nel 1990 e rieletto senza opposizione nel 1992, ottenendo il 98% dei voti in entrambe le occasioni. I risultati ufficiali registrarono che la proposta referendaria fu approvata dal 99,9% degli elettori, con un'affluenza dichiarata pari al 100% dei 1.959.637 elettori registrati.
Tuttavia, nel 2002 non si svolsero elezioni presidenziali, in quanto Nyýazov era stato dichiarato presidente a vita dall'Assemblea del Turkmenistan  il 28 dicembre 1999, governando fino alla sua morte nel 2006.

## Contesto

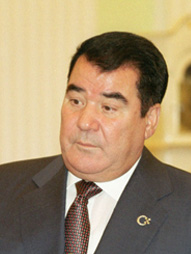
Saparmyrat Nyýazow

Saparmyrat Nyýazow fu a capo del Turkmenistan fin dal dicembre 1985, inizialmente quale  primo segretario del Comitato Centrale del Partito Comunista del Turkmenistan. Il 27 ottobre 1990 fu eletto presidente della Repubblica Socialista Sovietica Turkmena con il 98,3% dei voti a favore, senza un candidato avversario. Qualche tempo dopo l'indipendenza del Turkmenistan, il 21 giugno 1992, si tennero le prime elezioni presidenziali nella storia del Turkmenistan indipendente, nelle quali vi fu di nuovo un solo candidato, lo stesso presidente in carica uscente Saparmyrat Nyýazow, con la sola differenza, rispetto al 1990, si essere stato nominato dal Partito Democratico del Turkmenistan, partito successore del Partito Comunista della RSS Turkmena (come parte del PCUS). Nelle elezioni del 1992, secondo i dati ufficiali, il 99,5% dei votanti (pari a 1.874.357 persone) votarono a favore di Nyýazov, mentre solo lo 0,5% (9.236 persone) scelsero la colonna "contro". Nyýazov vebne così eletto per primo Presidente del Turkmenistan indipendente.

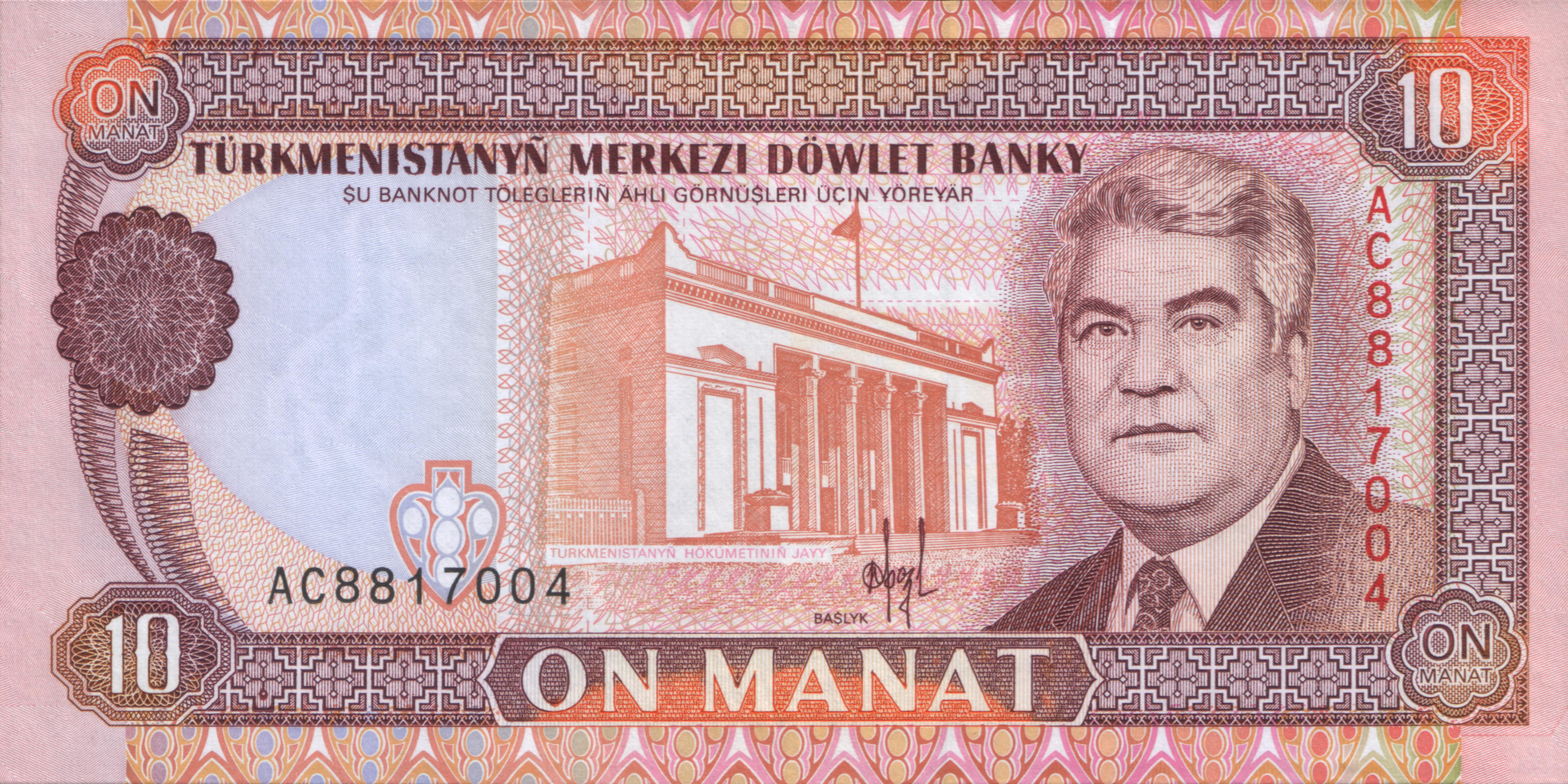
Ritratto del presidente Nyýazov sulla banconota da 10 manat turkmeni, emessa il 27 ottobre 1993, in sostituzione del rublo russo e con un tasso di cambio pari a 1 manat per 500 rubli.

A partire dal 1991, il presidente Nyýazov iniziò a stabilire gradualmente e con sicurezza il proprio culto della personalità, controllando rigidamente tutti gli aspetti della vita del paese, introducendo l'autoritarismo e la propria dittatura e perseguendo una politica di isolazionismo. Secondo la legge repubblicana, le successive elezioni presidenziali (dopo quelle del 1992) avrebbero dovuto svolgersi nel 1999. Entro la fine del 1993, il Mejlis (parlamento) unicamerale del Turkmenistan, completamente controllato dal presidente, adottò la decisione unanime di prolungare il mandato presidenziale di Saparmyrat Nyýazow fino al 2002: si decise però di legittimare questa procedura attraverso un referendum popolare che ebbe luogo il 15 gennaio 1994.

## Risultati
Secondo dati ufficiali,l'affluenza alle urne al referendum è stata un record del 100%. È stato riferito che al referendum hanno partecipato assolutamente tutti i cittadini della repubblica aventi diritto di voto . Secondo gli stessi dati ufficiali, l'estensione del mandato presidenziale di Saparmurat Niyazov è stata sostenuta da un record del 99,99% degli elettori (o 1.959.408 persone), mentre solo lo 0,01% (o 212 persone) ha votato contro. Un totale di diciassette schede elettorali sono state invalidate.
| Scelta                | voti      | %    |
| --------------------- | --------- | ---- |
| Per                   | 1.959.408 | 99,9 |
| Contro                | 212       | 0.1  |
| Voti non validi/vuoti | 17        | –    |
| Totale                | 1.959.637 | 100  |
| Fonte: Nohlen et al.  |           |      |

## Conseguenze
La variegata opposizione, espulsa dal Turkmenistan o sottoposta a una dura persecuzione all'interno del Paese, non riconobbe i risultati del referendum, sottoponendo i risultati ufficiali a seri dubbi e accusando Saparmyrat Nyýazow  di detenere e usurpare il potere con la forza. I risultati del referendum sono stati criticati anche da un certo numero di paesi e organizzazioni, compresi i paesi occidentali e l'OSCE.
Le successive elezioni presidenziali promesse e programmate nel 2002 non si svolsero, poiché Saparmyrat Nyýazow venne ufficialmente nominato Presidente del Turkmenistan a vita dal Mejlis del Turkmenistan il 28 dicembre 1999.
Saparmyrat Nyýazow morì in carica all'età di 66 anni, il 21 dicembre 2006. Solo dopo la sua morte si svolsero le seconde elezioni presidenziali nella storia del Turkmenistan indipendente, in cui vinse Gurbanguly Berdimuhamedow, in carica fino al 2022. Secondo l'attuale legislazione dello Stato, il Presidente del Turkmenistan è eletto per un periodo di sette anni e può essere eletto o rieletto per tale carica un numero illimitato di volte.